# Трон (франшиза)
Трон (енгл. Tron) америчка је медијска франшиза коју су покренули Стивен Лизбергер и Бони Макбирд. Настала је након комерцијалног успеха који је остварио истоимени филм из 1982. Представља пионира у употреби CGI графике.